# Regno del Laos
Il Regno del Laos (in lingua lao: ພຣະຣາຊອານາຈັກລາວ, traslitterato: Phra Ratcha Anachak Lao; in lingua francese: Royaume du Laos) fu uno Stato asiatico che nacque nel 1947 e durò fino al dicembre 1975, quando i comunisti del movimento Pathet Lao rovesciarono il governo e crearono la Repubblica Popolare Democratica del Laos. Fu istituito come parte dell'Unione Francese, diventando uno Stato sovrano nel 1953, quando la Francia concesse l'indipendenza al Paese con il trattato franco-laotiano.
Tutti gli anni che seguirono furono insanguinati da una guerra civile che divenne parte della guerra del Vietnam. La guerra civile laotiana fu chiamata "guerra segreta" per il ruolo che vi ebbero gli Stati Uniti, costretti ad agire nell'ombra nel Laos dopo che la conferenza di Ginevra del 1954 ne aveva dichiarato la neutralità nella crisi vietnamita. Le aree del Laos controllate dai nord-vietnamiti (più ancora che quelle da costoro militarmente occupate soprattutto nella regione nord-orientale dello Stato, adiacenti al confine tonchinese) vennero sottoposte ad anni di intensi bombardamenti aerei, e la guerra segreta fu la più grande campagna di bombardamenti statunitensi dai tempi della II guerra mondiale. Nel corso della sua breve storia, il regno ebbe diverse compagini governative, ma mai fu trovato un accordo che consentisse l'unità nazionale.

## Storia

### Antefatti
Il territorio dell'odierno Laos era stato parte del Regno laotiano di Lan Xang tra il XIV secolo e l'inizio del XVIII, quando Lan Xang si frantumò e si formarono i regni di Lan Xang Luang Prabang e di Lan Xang Vientiane nel 1707, e a sud il Regno di Champasak nel 1713. I tre regni vennero assoggettati tra il 1778 ed il 1781 dal Siam, l'odierna Thailandia, che ne fece degli Stati vassalli e si annetté il vasto territorio dell'altopiano di Korat, l'odierno Isan. La ribellione del re di Vientiane Anouvong, nel 1826, si concluse dopo tre anni con l'esecuzione del sovrano, la distruzione di Vientiane, la deportazione di diverse centinaia di migliaia di laotiani nelle zone disabitate dell'Isan e l'annessione al Siam del Regno di Vientiane. Dopo tale annessione, il Regno di Luang Prabang tornò ad essere il solo Regno di Lan Xang, che continuava ad essere un vassallo siamese.
Nel XIX secolo esplose nel Sud-est asiatico il fenomeno della colonizzazione da parte delle potenze francesi e britanniche, che assoggettarono tutti i Paesi dell'area ad eccezione del Siam. I francesi conquistarono dapprima il Vietnam e la Cambogia, poi nel 1893 costrinsero il Siam a cedere i territori sulla riva sinistra del Mekong al neonato Protettorato francese del Laos, con capitale a Vientiane. Il paese riunificato in una formale repubblica venne ufficialmente chiamato Laos, traslitterazione in lingua francese del termine Lao (ລາວ), e fu diviso in 10 province; Il Regno di Luang Prabang fu affidato al locale re Sisavang Vong, al quale venne concesso il potere legislativo sulla provincia locale ma non il controllo dell'esercito, che restava in mano ai francesi.
Nel 1898, il paese venne inserito nell'Indocina francese, creata nel 1887. Nel 1904 vennero tolti al Siam ed annessi anche i territori oltre-Mekong dell'odierna provincia di Xaignabouli e della parte occidentale del Principato di Champasak, che venne trasformato in una provincia di cui fu nominato governatore lo stesso principe. Questa situazione rimase pressoché inalterata per i decenni successivi, il Paese venne pacificato ed usato principalmente come Stato cuscinetto per proteggere i territori francesi da eventuali incursioni della vicina India britannica.

#### Seconda guerra mondiale
Lo scoppio della seconda guerra mondiale cambiò gli equilibri nella regione, soprattutto dopo l'invasione tedesca della Francia, che indebolì il governo dell'Indocina francese privandolo di gran parte dei rifornimenti. Ne approfittò dapprima l'Impero del Giappone, che a fine estate del 1940 dispiegò le proprie truppe in gran parte dell'Indocina francese con il permesso delle autorità nominate dal governo di Vichy, che preservò in tal modo la sovranità francese sui territori. Fu poi la volta del governo nazionalista di Bangkok, che provocò alla fine del 1940 la guerra franco-thailandese, al termine della quale recuperò con l'aiuto dei giapponesi parte dei territori laotiani ceduti ai francesi all'inizio del secolo.
La perdita dei territori oltre il Mekong provocò l'indignazione della corte di Luang Prabang, a cui i francesi avevano garantito la salvaguardia delle terre laotiane nell'ambito del protettorato. I francesi dovettero ammettere le ragioni di re Sisavang Vong, e al regno-provincia di Luang Prabang furono annesse le province di Vientiane, Xiangkhoang e Luang Namtha, che si aggiunsero a quelle di Phôngsali e Houaphan cedute nei decenni precedenti. Il trattato con cui furono annesse le province comprendeva un buon margine di autonomia per l'ingrandito regno, ed in questa fase si mise in evidenza il viceré Phetsarath, che diede un'eccellente organizzazione all'amministrazione e alle istituzioni laotiane. Per fronteggiare la propaganda anti-francese che i thailandesi infiltravano in Laos, le autorità coloniali promossero a partire dal 1941 la formazione di gruppi patriottici laotiani.
Quando le sorti del conflitto furono sfavorevoli per le potenze dell'Asse, dal dicembre del 1944 truppe della Francia Libera del generale Charles de Gaulle, che aveva coagulato le forze della Resistenza francese, vennero paracadutate in Laos per fronteggiare i giapponesi, che risposero occupando il Paese il 9 marzo 1945 e obbligando i francesi ad organizzarsi nella giungla. Le truppe giapponesi costrinsero l'8 aprile il re Sisavang Vong a proclamare l'indipendenza sotto la protezione di Tokyo; il sovrano firmò controvoglia, inviando il figlio ed erede, principe Savang Vatthana a presentare formale protesta, perché avrebbe preferito il controllo francese a quello giapponese.

### Formazione del regno ed indipendenza dalla Francia
Il tracollo giapponese nel conflitto mondiale portò al ritiro delle truppe dal Laos nell'agosto del 1945 e Phetsarath, che era stato nominato dai giapponesi primo ministro, annunciò di propria iniziativa che il Paese confermava il proclama di indipendenza. Al rifiuto del sovrano di avallare il comunicato di Phetsarath. nell'autunno del 1945 fu instaurata in Laos un'effimera Repubblica retta dal movimento patriottico Lao Issara, che detronizzò il re Sisavang Vong.
Le truppe francesi, riorganizzatesi nelle aree rurali, ripresero nel 1946 il controllo del Paese, che divenne parte della neonata Unione Francese, mentre il direttivo di Lao Issara si rifugiò in Thailandia, dove organizzò un governo in esilio. Il Regno del Laos fu proclamato l'11 maggio 1947, il giorno in cui re Sisavang Vong, rimesso sul trono dai francesi, promulgò la nuova Costituzione. Il Trattato Franco-Laotiano del 1953 garantì l'indipendenza del Laos e negli anni che seguirono tre movimenti politici si contesero il potere: i neutralisti del principe Souvanna Phouma, i conservatori filo-occidentali del principe Boun Oum di Champassak, e i comunisti del Fronte Patriottico del Lao, denominato Pathet Lao, appoggiato dal Vietnam del Nord e guidato dal principe Souphanouvong e dal futuro segretario del Partito Comunista Laotiano, Kaysone Phomvihane.

### Guerra civile laotiana
L'indipendenza del Regno del Laos fu sancita con la conferenza di Ginevra del 1954. A capo del nuovo governo fu posto il principe Souvanna Phouma, che per tutta la durata del regno si sarebbe adoperato inutilmente per raggiungere l'unità nazionale. Dopo l'ottenimento dell'indipendenza, la storia del regno fu contrassegnata dalla sanguinosa guerra civile laotiana, profondamente intrecciata alla vicina crisi vietnamita, che avrebbe portato all'esplosione della guerra del Vietnam. Entrambi i conflitti sarebbero durati fino al 1975.
Durante la guerra, il governo fu quasi sempre finanziato dagli Stati Uniti, mentre la guerriglia comunista ricevette il supporto del Vietnam del Nord e dell'Unione Sovietica. Fra gli altri stati che supportarono il governo reale, i più importanti furono la Francia, l'Australia, la Birmania, la Thailandia ed il Giappone. L'Esercito di Liberazione Laotiano organizzato e addestrato dai Nordvietnamiti ed emanazione del Pathet Lao, che, dal 1949, con l'appoggio nordvietnamita aveva occupato i distretti di Sam Neua e Sam Teua, nel nord-est del Laos a ridosso del confine nordvietnamita, in rotta col governo si insediò nella Piana delle Giare, un vasto altopiano del nord in posizione strategica tra Vientiane, Louang Phrabang e il confine nordvietnamita. In conseguenza delle decisioni assunte a Ginevra nella primavera 1954 il primo ministro Souvanna Phouma avanzò proposte di collaborazione al capo del Pathet Lao, il suo fratellastro Souphanouvong, nonostante le riserve del principe Boun Oum, capo della destra laotiana, ma le offerte non incontrarono l'interesse del capo comunista, che nel maggio 1957 (29/07) tentò, invece, un colpo di mano per l'occupazione militare di Louang Phrabang e Vientiane, e soltanto dopo il fallimento dell'iniziativa militare accettò, nel novembre 1957 (18/11), di formare un governo di coalizione col neutralista Souvanna Phouma, restando escluso dall'accordo Boun Oum. Nello stesso 1957, prese le misure al capo del Pathet Lao e consapevoli del legame tra l'organizzazione comunista laotiana e quella nordvietnamita, gli americani si impegnarono a sostenere una forza di 7.000 guerriglieri anti-comunisti della locale etnia hmong, al comando del ten. col. Vang Pao, che, coi suoi uomini, sarebbe diventato quasi leggendario, operando costantemente in prossimità delle aree occupate dai comunisti, ripetutamente respingendone le offensive e ripetutamente liberando dalla presenza di questi la strategica e contesa Piana delle Giare e costituendo per anni un ostacolo pressoché insuperabile per le forze dell'esercito nordvietnamita e del Pathet Lao nel settore.
Un governo di unità nazionale fu varato nel 1958 ma durò pochi mesi. Il primo ministro Souvanna Phouma giunse subito dopo ad un accordo con il fratellastro, principe Souphanouvong, con il quale il Pathet Lao si assicurò due ministeri nel nuovo governo, quello per la Ricostruzione e l'Urbanizzazione e quello per le Belle Arti e la Religione. La prevista integrazione di un contingente di 1.500 miliziani Pathet Lao nell'Esercito Reale Laotiano, criticata dai consiglieri americani, che minacciarono il taglio dei fondi da parte del Congresso, fallì per l'ammutinamento dei reparti, al termine del quale soltanto 600 uomini si unirono alle truppe regolari, mentre 900 ripararono oltre il confine nordvietnamita: fallita l'integrazione dei reparti su ordine di Souphanouvong, il principe e il suo compagno esponente del Pathet Lao nella compagine governativa Vong Vichit vennero imprigionato ma fuggirono poco dopo insieme ai militari incaricati di sorvegliarli.

### Coinvolgimento nella guerra del Vietnam
Nel 1959, le truppe di Hanoi iniziarono la costruzione del sentiero di Ho Chi Minh, buona parte del quale attraversava il territorio montuoso laotiano, che venne usato per permettere alle truppe nord-vietnamite di infiltrarsi nella Repubblica del Vietnam e di aiutare il locale Fronte di Liberazione Nazionale. Tale opera portò all'aggravamento del conflitto laotiano e contribuì allo scoppio della guerra del Vietnam. Il sentiero sarebbe stato oggetto, a partire dal 1964, di una serie devastante di bombardamenti statunitensi in Laos, comparabili all'insieme di tutti quelli che sconvolsero l'Europa nella seconda guerra mondiale. Nel 1959 morì Sisavang Vong, molto amato dal popolo, e gli succedette il figlio Savang Vatthana, privo dell'ascendente e del carisma del padre.
Nell'agosto del 1960, le forze speciali del neutralista capitano dell'Esercito Reale Kong Le misero in atto un incruento colpo di Stato a Vientiane. Kong Le richiese ed ottenne, con l'appoggio del popolo cittadino, la rimozione del primo ministro conservatore Tiao Somsanith e il reintegro a tale carica di Souvanna Phouma. Il colpo di Stato fu represso dalle truppe del generale Phoumi Nosavan, già ministro della difesa schierato al fianco del primo ministro Boun Oum (che a propria volta si era messo direttamente a capo delle truppe lealiste nelle province settentrionali, dove più forte era la massiccia infiltrazione nord-vietnamita), legato al governo thailandese e alla CIA americana. Le truppe di Kong Le furono costrette al ritiro e si rifugiarono a nord, per qualche tempo congiungendosi alle forze del Pathet Lao e successivamente separandosi per unirsi, in parte, al Pathet Lao o per tornare a riunirsi alle forze armate del regno. Il re Savang Vatthana visitò gli USA nel 1963, dove incontrò il presidente John Fitzgerald Kennedy.
Negli anni successivi, le operazioni di guerra si fecero sempre più drammatiche, complicate da laceranti rivalità all'interno delle Forze armate laotiane e dalla presenza e circolazione delle truppe nord-vietnamite, che occuparono stabilmente alcune aree (in particolare 20 km². intorno a Tchephone, in vicinanza del confine tra Laos, Sud-Vietnam e Nord-Vietnam al 17º parallelo), risolutamente contrastate dalle truppe scelte laotiane e dai loro comandanti, quali lo stesso gen. Phoumi Nôsavan, e soprattutto il gen. Vang Pao, comandante delle forze speciali reclutate principalmente tra le milizie dell'etnia Hmong, il gen. Thao Ma, paracadutista e Comandante della Royal Lao Air Force poi coinvolto in una disastrosa faida (apparentemente originata dalla convinzione di Thao Ma che gli aerei da carico dell'Aviazione Reale fossero surrettiziamente utilizzati per il trasporto di droga e, a seguito delle sue rimostranze, dalla sottrazione al suo comando di quegli stessi aerei) con lo stato maggiore generale e in particolare col gen. Sourith Don Sasorith, il gen. Thao Ly (talora indicato anche come Thao Ty), anch'egli paracadutista e capo della polizia prima di essere riassegnato alle forze speciali, riducendo alla fame la popolazione del regno, e i bombardamenti si fecero sempre più frequenti. La situazione si trascinò fino al 1972, quando gli Stati Uniti tagliarono buona parte delle spese per i conflitti indocinesi e concentrarono il proprio intervento soprattutto sul vacillante Vietnam del Sud.

### Fine del Regno
Nel 1973, gli americani presero atto della piega sfarorevole del conflitto ed iniziarono a ritirarsi dopo la firma degli accordi di pace di Parigi. Per salvarsi dalla capitolazione, il governo laotiano fece entrare nella propria compagine rappresentanti del Pathet Lao, che subito egemonizzarono la scena politica. Senza il supporto americano, le forze regolari laotiane si sfaldarono. Il principe Souphanouvong stilò un piano per la ricostruzione del paese, che venne approvato all'unanimità. Quando gli anticomunisti più autorevoli si accorsero che le promesse di democrazia contenute in tale piano erano state disattese, fuggirono dal Paese.
Dopo la caduta di Saigon, il 30 aprile del 1975, anche in Laos fu spianata definitivamente la strada ai comunisti. I pochi esponenti politici del vecchio governo rimasti nel Paese consegnarono tutto il potere ai comunisti e fuggirono all'estero assieme allo stato maggiore dell'Esercito Reale e ai rappresentanti dell'esercito irregolare hmong. Nel giro di due mesi, il Pathet Lao prese possesso dell'intero Paese ed il suo esercito entrò in agosto in una Vientiane quasi deserta. Per alcuni mesi le promesse di moderazione dei vertici comunisti in nome dell'unità nazionale furono rispettate, ma in dicembre la situazione precipitò. Il 2 dicembre 1975, re Savang Vatthana fu costretto ad abdicare e venne istituita la Repubblica Democratica Popolare del Laos, venne eletto presidente Souphanouvong e primo ministro Kaysone Phomvihane, leader dell'area più radicale del Pathet Lao, il Partito Rivoluzionario del Popolo Lao.

### Conseguenze dell'ascesa al potere dei comunisti
Venne dato il via ad una serie di epurazioni e deportazioni nei campi di rieducazione, dove molti degli ex oppositori trovarono la morte o vennero tenuti segregati per anni. Quella parte degli intellettuali e uomini d'affari che avevano appoggiato il vecchio governo, a loro volta fuggirono dal Laos. Lo stesso re Savang Vatthana venne arrestato nel 1977 assieme a tutta la famiglia reale ed internato nel campo di rieducazione di Xam Neua, nel nord del paese, dove morì in data imprecisata.
Il nuovo governo tagliò i legami politico-economici con tutti i Paesi vicini ad eccezione del Vietnam del Nord, con cui fu stipulato un trattato di amicizia. Tale trattato permetteva ai nord-vietnamiti di posizionare truppe in Laos e di avere consulenti nell'esercito, nel governo e nell'economia.
Gli oltre 30.000 Hmong che avevano aiutato gli americani furono considerati dei traditori ed insieme a migliaia di altri connazionali lasciarono in massa il paese, rifugiandosi in campi profughi in Thailandia. Secondo fonti americane, sono state più di 100.000 le vittime hmong della persecuzione del governo laotiano mentre, a tutto il 2000, furono 169.000 i hmong che riuscirono a rifugiarsi negli USA.
Delle oltre 2 milioni di tonnellate di bombe sganciate nel Laos durante la guerra civile tra il 1964 ed il 1973, circa il 30% rimasero temporaneamente inesplose. Si calcola che dal 1973 le esplosioni di tali bombe siano costate la vita ad oltre 12.000 persone. Nel 2006, a 33 anni dalla fine dei bombardamenti, e dopo anni che tali bombe venivano fatte brillare, furono 59 le vittime ufficiali di nuove esplosioni.

## Struttura dell'Esercito Reale
Il Regno del Laos era diviso in cinque distretti militari. Le Forze armate, divise in Esercito, Marina ed Aviazione, erano sotto il diretto comando del ministro della difesa. Gli Stati Uniti finanziarono la Marina militare laotiana con una ventina di imbarcazioni per il pattugliamento fluviale e sessantadue mezzi anfibi. Tra il 1962 ed il 1971 gli USA profusero circa 550 milioni di dollari in assistenza militare, senza includere il costo degli equipaggiamenti e degli addestratori per le forze irregolari e para-militari.